# Мартин, Сет
Сет Мартин (англ. Seth Martin, 4 мая 1933, Россленд, Британская Колумбия, Канада — 6 сентября 2014, Трейл, Британская Колумбия, Канада) — канадский хоккеист, вратарь, чемпион мира (1961). Член Зала славы ИИХФ с 1997 года.

## Спортивная карьера
В марте 1961 года в Швейцарии в составе сборной Канады, составленной на базе любительского клуба «Trail Smoke Eaters», стал чемпионом мира; был признан лучшим вратарём этого турнира. Всего принимал участие в четырёх первенствах мира, на трёх из них признавался лучшим голкипером. На зимней Олимпиаде в Инсбруке (1964) в составе национальной сборной был четвёртым.
В сезоне 1967/1968 провёл 30 игр в НХЛ за клуб «Сент-Луис Блюз», выступая дублёром Гленна Холла. В том сезоне «блюзмены» дошли до финала Кубка Стэнли, в котором уступили «Монреаль Канадиенс».
Между продолжением карьеры профессионального хоккеиста и возможностью получить пенсию в качестве пожарного предпочёл последнее, вернулся в Британскую Колумбию, где продолжал играть в любительский хоккей в городе Трейле, став затем тренером.

### Супер гол Фирсова
Сет Мартин защищал ворота канадской сборной, когда в них попала шайба, посланная советским хоккеистом Анатолием Фирсовым, она особо памятна знатокам хоккея. На чемпионате мира 1967 года в Вене в решающем матче сборных СССР и Канады игра у советской сборной шла трудно, канадцы вели в счёте 1:0, а канадский вратарь Сет Мартин творил  чудеса, отражая все летящие в его ворота шайбы. Но в одном из эпизодов Фирсов, отправившийся меняться, не глядя откинул в сторону канадских ворот подлетевшую к нему шайбу и стал перелезать через борт. На скамейке советской команды он попал в объятия партнёров под шквал аплодисменты болельщиков: канадский защитник, пытавшийся остановить отброшенную Фирсовым шайбу, сделал это так неловко, что и Мартин не смог её отбить